# Лагри
Лагри (ест. Laagri) је мала општина и град у округу Харју, у северној Естонији. Лагри је највећи град, али не и административно средиште парохије Сауе. Лагри има, према попису из 2009. године, популацију од 4.587 становника.
Први пут се спомиње у Данском попису из 1241. У Првом светском рату се ту налазио логор, али је он касније премештен у Талин.